# Шевченко, Юрий Евгеньевич
Юрий Евгеньевич Шевченко (укр. Юрій Євгенович Шевченко; 2 сентября 1987, Богуслав — 17 ноября 2022, Бахмут) — украинский военнослужащий, главный сержант, участник российско-украинской войны. Герой Украины (2024, посмертно).

## Биография
До начала полномасштабного вторжения России в Украину, Юрий Шевченко работал в сфере проектирования объектов с радиационно-ядерными технологиями и исследовал радиоактивные отходы в Чернобыльской зоне отчуждения. С началом войны он решил, что его знания будут полезны в рядах Вооружённых сил Украины.
Служил в разведке на Донецком направлении, где фиксировал вражеские войска и технику, корректировал артиллерийский огонь по ним. Позже стал главным сержантом механизированного взвода. Участвовал в боях за Бахмут, где в ноябре 2022 года и погиб.

## Награды
- Звание «Герой Украины» с удостоением ордена «Золотая Звезда» (24 февраля 2024, посмертно) — за личное мужество и героизм, проявленные в защите государственного суверенитета и территориальной целостности Украины, верность военной присяге[1].